# Ramón Báez
No confundir con su nieto Ramón Báez Romano, o con su bisnieto Ramón Báez Figueroa
Ramón Báez Machado (Mayagüez, Capitanía General de Puerto Rico, 24 de diciembre de 1858-Ciudad de Santo Domingo, República Dominicana, 4 de marzo de 1929) fue un médico y presidente provisional de la República Dominicana del 28 de agosto al 5 de diciembre de 1914. Fue hijo del expresidente Buenaventura Báez. Se desempeñó como funcionario público, incluyendo en los gobiernos del presidente Horacio Vásquez.

## Presidencia provisional
En 1914, el gobierno norteamericano impuso un acuerdo a las partes beligerantes de la República Dominicana, por la cual el Dr. Báez fue designado Presidente provisional con encargo de efectuar elecciones generales para superar la crisis política que afectaba al país. El proceso eleccionario se llevó a cabo los días 25, 26 y 27 de octubre de 1914, de las que resultó elegido presidente de la República Juan Isidro Jimenes sobre su opositor Horacio Vázquez.
- Datos: Q2130464